# 田野南瓜
田野南瓜（学名：Cucurbita melopepo）为葫芦科南瓜属的物種之一，原生于美國中部，經常被視為美洲南瓜（Cucurbita pepo）的野生型。

## 分布
本種原生於美國中部，包括阿肯色州、肯塔基州、路易斯安那州、密西西比州及密苏里州。
在加利福尼亚州、乔治亚州、伊利诺伊州、德克萨斯州及西弗吉尼亚州有引入种群。

## 分類
有2個受承認的變種及1個亞種，如下：
- 兄弟野南瓜 Cucurbita melopepo var. fraterna (L.H.Bailey) G.L.Nesom
- 奥索卡野南瓜 Cucurbita melopepo var. ozarkana  (Deck.-Walt.) G.L.Nesom
- 德州野南瓜 Cucurbita melopepo subsp. texana  (Scheele) G.L.Nesom